# Cecidomyia frenelae
Cecidomyia frenelae är en tvåvingeart som först beskrevs av Frederick Askew Skuse 1890.  Cecidomyia frenelae ingår i släktet Cecidomyia och familjen gallmyggor. Inga underarter finns listade i Catalogue of Life.